# فرودگاه دریاچه سکوم
فرودگاه دریاچه سکوم (به انگلیسی: Scum Lake Airport) یک فرودگاه خصوصی است که یک باند فرود شن دارد و طول باند آن ۱۰۶۷ متر است. این فرودگاه در کشور کانادا قرار دارد و در ارتفاع ۱۲۰۴ متری از سطح دریا واقع شده است.